# Devil May Cry (TV-serie, 2025)
Devil May Cry är en japansk-amerikansk animerad action- och äventyrsserie som hade premiär på Netflix den 3 april 2025. Den första säsongen som består av åtta avsnitt är skapad av Adi Shankar, som även utvecklat serien Castlevania. Serien är baserad på TV-spelsserien Devil May Cry.

## Handling
Serien handlar om handlar om den föräldralösa demonjägaren Dante som kämpar för att förhindra demoner från att ta sig in i den mänskliga världen.

## Rollista (i urval)
- Johnny Yong Bosch – Dante